# João Vieira (Araci)
João Vieira  é um distrito integrante do município brasileiro de Araci
, estado da Bahia. Localiza-se a aproximadamente 25 km da sede do município e a cerca de 246 km da capital Salvador. Conta com uma população de aproximadamente 2000 habitantes.

## História
Em  1933 o distrito de João Vieira constituía o município de  Tucano, juntamente com os então distritos Araci  e Triunfo (em 01 de junho de 1944 o distrito de Triunfo, pelo Decreto-lei Estadual n.º 141, de 31-12-1943, retificado pelo Decreto Estadual n.º 12.978, de 01-06-1944 passa denominar-se Quijingue e em primeiro de julho de 1950 recebe emancipação política tornando se município).
Em 30 de novembro de 1938 o distrito de João Vieira, juntamente com o distrito de Araci, deixam a constituição do município de   Tucano e tornam-se distritos de Serrinha, .

## Religiosidade
Em se tratando da fé  católica e segundo costume e/ou cultura desta denominação religiosa, tem instituído lá, como padroeiro deste distrito, São Sebastião, cuja data comemorativa acontece em 20 de janeiro. Ocasião em que a localidade recebe grande número de fiéis, entre eles, nativos da localidade que por causa da seca, deixaram a região em busca de  melhores meios de vida, a maioria em  São Paulo. E que regressam à terra natal para as festividades do padroeiro.
O distrito também dispõe de templo da Igreja Adventista do Sétimo Dia.